# Moreirocarcinus chacei.
Moreirocarcinus chacei. är en kräftdjursart som först beskrevs av Pretzmann 1968.  Moreirocarcinus chacei. ingår i släktet Moreirocarcinus och familjen Trichodactylidae. Inga underarter finns listade i Catalogue of Life.